# Шулун-Хобот-Цаган
Хошун Шулун-Хобот-Цаган, или Чжэнсянбай-Ци (кит. упр. 正镶白旗, пиньинь Zhèngxiāngbái qí) — хошун аймака Шилин-Гол автономного района Внутренняя Монголия (КНР). Название хошуна означает «Чисто-белое и белое с каймой знамёна».

## История
Когда в первой половине XVII века чахарские монголы покорились маньчжурам, то последние ввели среди монголов свою восьмизнамённая систему, в результате чего образовалось четыре «чистых» «знамени» (по-монгольски — хошуна) и четыре «окаймлённых»; чахары не входили ни в какие чуулганы (объединения монгольских князей), а подчинялись напрямую маньчжурским властям.
После Синьхайской революции эти земли вошли в состав Специального административного района Чахар (察哈尔特别区). В 1928 году Специальный административный район Чахар был преобразован в провинцию Чахар. После Второй мировой войны во время гражданской войны эти земли были ареной противоборства коммунистов и гоминьдановцев.
В 1949 году чисто-белое и белое с каймой «знамёна» были объединены в хошун Чжэнсянбай-Ляньхэци (正镶白联合旗, «Объединённые чисто-белое и белое с каймой знамёна»). В 1956 году название хошуна было изменено на современное.

## Административное деление
Хошун Шулун-Хобот-Цаган делится на 2 посёлков и 3 сомона.